# 何麗玲
何麗玲（1961年—），台灣台南市人，台灣企業家。早年靠投資股票、房地产累積財富，於台灣、中國大陸从事美容和餐饮等行业，現為春天醫學美容集團總裁。常年捐款贊助廖志坤基金會，幫助低收入戶學生。

## 外部連結
何麗玲的Facebook專頁